# Vegas (groupe)
Ne doit pas être confondu avec Vegas (groupe grec).
Vegas est un groupe belge de rock, formé de quatre musiciens jouant du rock-pop électro puissant et mélodique.

## Historique
C'est en 2005 que Vegas donne son premier concert et boucle sa première démo autoproduite. 
Entre 2005 et 2007, Vegas donne son premier concert et participe à quelques concours (tremplin Dour Festival, finale du concours Emergenza, Tremplin La Prog...) et foule les planches de quelques scènes prestigieuses (F&K, Orangerie du Botanique, Main Stage du Dour festival).
En août 2006 Vegas rencontre  Mario Guccio et Roland De Greef, membres du groupe Machiavel et propriétaire du label Moonzoo Music. Un accord est signé et le projet d'un album 10 titres voit le jour.
Le premier album, intitulé "Vegas" est enregistré au Studio Hautregard d'André Gielen près de Liège. L'album est ensuite mixé et masterisé dans les studios de Rox Records. Il sort finalement le 6 mai 2008 sous le label Moonzoo/Universal.
Après avoir défendu son album sur bon nombre de festivals de Belgique et du nord de la France, le groupe retourne en studio lors de l'été 2010 pour enregistrer son deuxième disque.
Le deuxième album An hour with est enregistré au Noise Factory (Channel Zero,...) à Wierde. Le groupe confie ensuite le mixage à Charles De Schutter (Superbus, Vismets, Pleymo,...) du Rec&Roll Studio.
L'album sort dans les bacs en février 2011 et est distribué en Belgique et au Luxembourg sous le label Moonzoo/Universal et figure dans le top 20 des meilleures ventes d'albums belges.
Pendant 2011 et 2012, Vegas se produit sur bon nombre de festivals belges tels que les Francofolies de Spa, Bel'zik, Autumn Rock,...
Le groupe profite également de cette période pour composer le générique de l'émission de la RTBF "C'est du belge" .
Un nouveau single "Lady Gleam" sort en juin 2012, annonçant un nouvel album qui devrait sortir en 2013.

## Discographie
- Lady Gleam, (BE 15/06/2012) (Single)

- An hour with..., (BE 28/02/2011)

1. Just Lovers
2. Katy Spears
3. The Fool
4. Better Days
5. Welcome On The Deadfloor
6. Livin' in a shadow
7. Another day
8. Feel High
9. Fashion song
10. An hour with me

- Vegas, (BE 06/05/2008 - Moonzoo/Universal)

1. Alix
2. Happy Girl
3. Kill Your Pain
4. Sometimes
5. The Sun's Comin' Back to You (Radio Version)
6. I Can't Wait
7. Anything I Want
8. Slap
9. My Reality
10. We Need Some Fights
11. The Sun's Comin' Back to You

## Membres du groupe
Alky Stoner: chant
Sébastien Gerard : guitare
David Renard : Batterie
Olivier André : basse